# 바이흐젤 빙기

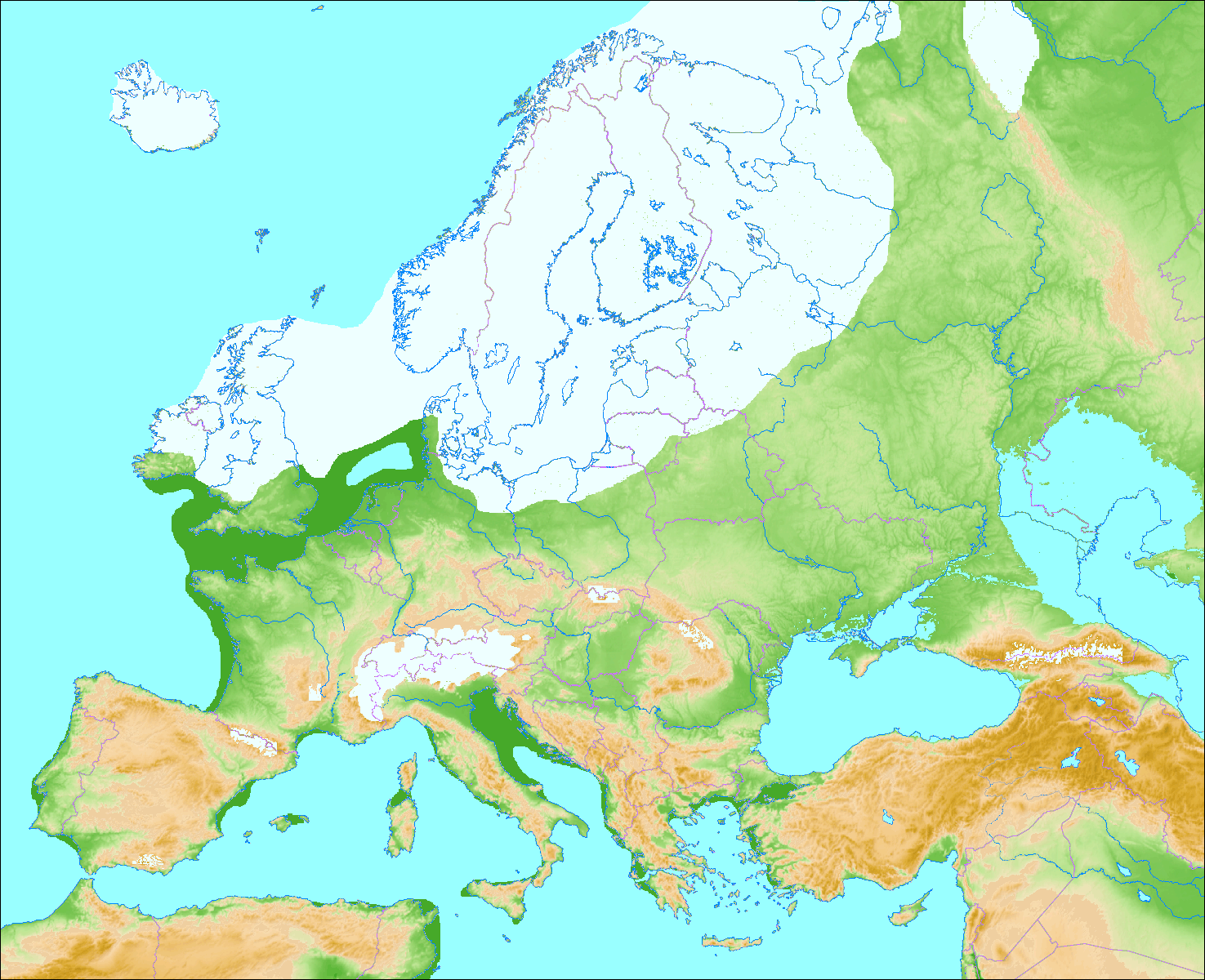
바이흐젤-뷔름 빙기의 해안선.

바이흐젤 빙기(독일어: Weichsel-Eiszeit)는 북유럽의 마지막 빙기다. 같은 시기에 알프스 고산지대에서는 뷔름 빙기가 진행되었다. 스칸디나비아산맥에서 슐레스비히홀슈타인, 브란덴부르크 변경, 서북러시아까지 펼쳐진 거대한 빙상인 페노스칸디아 빙상(Fenno-Scandian ice sheet)으로 그 특징이 규정된다.
바이흐젤 빙기는 지금으로부터 11만 5000년 전부터 1만 1700년 전까지 진행되었다. 북유럽에서 진행된 플라이스토세 빙하기의 빙기들 중 가장 최근의 빙기였고, 바이흐젤 빙기가 끝난 시점이 플라이스토세의 끝과 홀로세의 시작에 대략 겹친다. 바이흐젤이란 비스와강의 독일어 이름이며, 독일 지질학자 콘라트 카일하크가 명명했다.

## 같이 보기
- 빙하학
- 제4기
- 토바 대재앙 이론